# Gunhilda
Gunhilda (také Gunhild; † 13. listopadu 1002, Anglie) byla údajně sestra Svena Vidlího vouse, krále dánského a dcera Haralda Modrozuba. Provdala se za Palliga, Dána, který jako hrabě z Devonshiru sloužil anglickému králi Ethelredovi Nerozhodnému.
Předpokládá se, že byla držena jako rukojmí v Anglii a padla za oběť masakru na den sv. Brice, který nařídil Ethelred. Spekuluje se, že Pallig byl také zabit při masakru nebo ho vyprovokoval tím, že opustil Ethelredovu službu.
Historikové jsou ve vztahu k síle důkazů týkajících se příbuznosti Gunhildy se Svenem Vidlím vousem rozděleni. Ryan Lavelle je skeptický ke spolehlivosti pozdějších středověkých pramenů, jako je kronika Jana z Wallingfordu, které ji zmiňují. Naopak Frank Stenton je označil za „dobře zaznamenanou tradici“ a usoudil, že touha pomstít její smrt pravděpodobně byla hlavním motivem Svenovy invaze do Anglie v roce 1003, což následně vedlo k dobytí Anglie jeho synem Knutem.